# William Duntzfelt
Christian Vilhelm Duntzfelt, kendt som William Duntzfelt (født 8. september 1762 i Negapatnam, Ostindien, død 20. oktober 1809 i Paris) var en dansk handelsmand, far til William Frederik Duntzfelt.
Hans forældre var ingeniørløjtnant i Det hollandsk-ostindiske Kompagni Johann Friedrich Duntzfeld (1725-1785, gift 1. gang med Gracia de Sousa de Monde) og Anna Abigael Krøckel. Duntzfelts fader forlod moderen og sønnen, da denne kun var to år, og efterlod dem fuldstændig subsistensløse. En slægtning, den senere guvernør Ole Bie tog sig af drengen og skaffede ham 1774 plads som reserveassistent i Trankebar og 1777 som assistent i Frederiksnagore, hvor han år for år avancerede i Asiatisk Kompagnis, senere i Guvernementets tjeneste. I en ung alder fik han således kgl. udnævnelse som kopist ved rådet i Frederiksnagore, og allerede 1783 blev han 3. og 1786 2. medlem af samme, hvormed fulgte stillingerne henholdsvis som regnskabsbetjent, tolder og ekvipagemester og by- og skifteskriver samt sekretær ved rådet. Samtidig drev han under firmaet Duntzfelt, Bloom og Kierulff en ikke ringe forretning paa Ostindien og Europa. Efter et besøg i Danmark 1788 tog han 1790 afsked med Frederiksnagore.
Efter at have erhvervet sig en udmærket indsigt i de ostindiske handelsforhold, til hvilke han som interessent i handelshuset Pingel, Meyer, Prætorius & Co. ikke heller hidtil havde været blot passiv tilskuer, nedsatte han sig i København og blev 1791 Kommercekollegiets konsulent i ostindiske sager og agent med kammerråds rang. Han blev gift 22. juli 1790 på Dronninggård med Marie Henriette de Coninck (5. marts 1774 i København – 13. marts 1843 sammesteds), datter af storkøbmanden Frédéric de Coninck og hustru. I forbindelse med dette ægteskab optoges han i stadens ledende handelskredse, og det hus, han omtrent samtidig stiftede, Duntzfelt, Meyer & Co., hører til de første i Danmarks glimrende handelsperiode 1793-1807. Dette overtog efter det forannævnte handelshus det indgåede østersøisk-guineiske Handelskompagnis affærer og drev en betydelig handel på Ostindien med egne skibe; således ejede det 1798 13 ostindiefarere og ventede 1804 17 hjem, men skibsfarten fik ved krigen med England sit knæk. 1791 var han blevet kgl. agent.
Han og hans hustru havde førte stort hus i deres sommerbolig Ankersminde, senere på Ordruphøj og i deres vinterlejlighed, den Duntzfeltske Gård i Amaliegade og senere i Dehns Palæ i Bredgade. Duntzfelt solgte 1808 sin gård i Amaliegade til Almindelig Hospital, hvoraf den udgør den Amalienborg nærmeste del. Han beholdt dog landstedet Ordruphøj i Ordrup, som han havde erhvervet 1804, til sin død. 1805 separeredes han fra sin hustru, der bosatte sig i Holland, men ægteskabet fornyedes atter 1808; 20. oktober 1809 afgik han ved døden under et ophold i Paris.
Han er begravet på Père Lachaise i Paris. Duntzfelts Allé i Hellerup blev i 1901 opkaldt efter ham, fordi hans kompagnon Johannes Søbøtker ejede landstedet Øregård i nærheden af vejen. Der findes portrætmalerier af Jens Juel på Frederiksborgmuseet og i familieeje. Miniature af J.H. Roth (Frederiksborgmuseet) og af ukendt 1802. Maleri af Christian Horneman, stukket 1809 af Meno Haas i Berlin. Profilstik af Chrétien efter tegning af Fouquet.